# Pavlov (okres Jihlava)
Obec Pavlov (německy Pailenz) se nachází v okrese Jihlava v Kraji Vysočina. Žije zde 409 obyvatel.
Sousedními obcemi sídla jsou Otín, Dlouhá Brtnice, Panenská Rozsíčka, Nevcehle, Třešť a Stará Říše.

## Název
Název se vyvíjel od varianty Pawlow (1358, 1368), z Pawlowa (1601), Pawlow (1678, 1718), Bailentz (1720), Pawlow (1751), Pailenz a Pawlow (1846), Pailenz a Pavlov (1872) až k podobě Pavlov v letech 1881 a 1924. Místní jméno vzniklo přidáním přivlastňovací přípony - ov k osobnímu jménu Pavel.

## Historie
První písemná zmínka o obci pochází z roku 1358.
V roce 1961 se Bezděkov a Stajiště staly místními částmi Pavlova.

## Přírodní poměry
Pavlov leží v okrese Jihlava v Kraji Vysočina. Nachází se 5 km jižně od Stonařova, 3,5 km západně od Dlouhé Brtnice, 11 km severovýchodně od Telče a 9 km jihovýchodně od Třeště. Geomorfologicky je oblast součástí Česko-moravské subprovincie, konkrétně Křižanovské vrchoviny a jejího podcelku Brtnická vrchovina, v jehož rámci spadá pod geomorfologický okrsek Puklická pahorkatina. Průměrná nadmořská výška činí 658 metrů. Nejvyšší bod, Dolní záhumenice (686 m n. m.), leží jižně od obce. Jižní částí katastru protéká Karlínský potok, východně od obce pramení potok Lísek a západně Moravská Dyje.

## Obyvatelstvo
Podle sčítání 1930 zde žilo v 92 domech 490 obyvatel. 487 obyvatel se hlásilo k československé národnosti. Žilo zde 489 římských katolíků.
| Rok            | 1869 | 1880 | 1890 | 1900 | 1910 | 1921 | 1930 | 1950 | 1961 | 1970 | 1980 | 1991 | 2001 | 2011 |
| Počet obyvatel | 768  | 786  | 801  | 758  | 718  | 766  | 738  | 587  | 620  | 586  | 488  | 461  | 419  | 410  |

| Rok            | 1869 | 1880 | 1890 | 1900 | 1910 | 1921 | 1930 | 1950 | 1961 | 1970 | 1980 | 1991 | 2001 | 2011 |
| Počet obyvatel | 529  | 523  | 546  | 493  | 483  | 505  | 490  | 406  | 424  | 422  | 379  | 372  | 347  | 348  |

## Obecní správa a politika

### Místní části, členství ve sdruženích
Obec se člení na 3 místní části – Bezděkov, Pavlov a Stajiště, které leží na 3 katastrálních územích (pojmenované „Bezděkov u Třešti“, „Pavlov u Stonařova“ a „Stajiště“) a má tři základní sídelní jednotky – Bezděkov, Pavlov a Stajiště.
Pavlov je členem Mikroregionu Telčsko a místní akční skupiny Mikroregionu Telčsko.

### Zastupitelstvo a starosta
Obec má sedmičlenné zastupitelstvo, v jehož čele od roku 2010 stojí starosta František Popelář.
| Období    | Voliči | Účast v % | Mandáty | Výsledky                     | Starosta          |
| --------- | ------ | --------- | ------- | ---------------------------- | ----------------- |
| 2002–2006 | 336    | 73,51     | 7       | 5 Sdružení nezávislých 2 SNK | Jaroslav Šťastný  |
| 2006–2010 | 341    | 67,45     | 7       | 4 SNK I 3 SNK II             | Jaroslav Šťastný  |
| 2010–2014 | 347    | 68,59     | 7       | 4 SNK I 3 SNK II             | František Popelář |
| 2014–2018 | 363    | 60,06     | 7       | 4 SNK I 3 SNK II             | František Popelář |

### Znak a vlajka

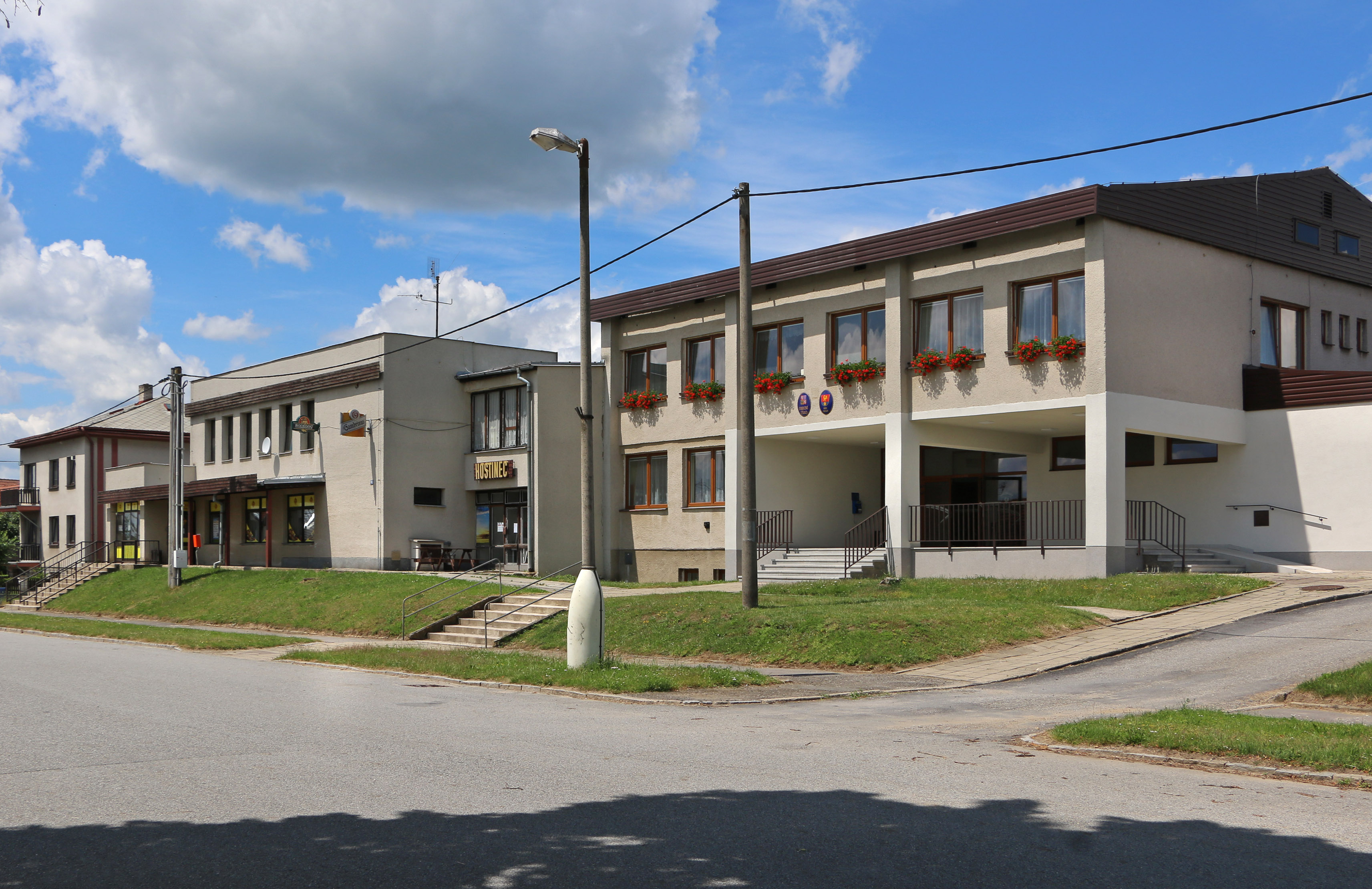
Obecní úřad

Právo užívat znak a vlajku bylo obci uděleno rozhodnutím Poslanecké sněmovny Parlamentu České republiky dne 31. ledna 2002. Znak: V červeném štítě nad modrou patou se zlatou sedmilistou růží zlatý vykračující kohout. Vlajka: List tvoří tři vodorovné pruhy, červený, modrý a červený, v poměru 1:2:1, a dva žluté klíny, žerďový s vrcholem v první třetině a vlající s vrcholem ve druhé třetině délky listu. Mezi nimi žlutá sedmilistá růže s červeným semeníkem a zelenými kališními lístky. Poměr šířky k délce listu je 2:3.

## Hospodářství a doprava

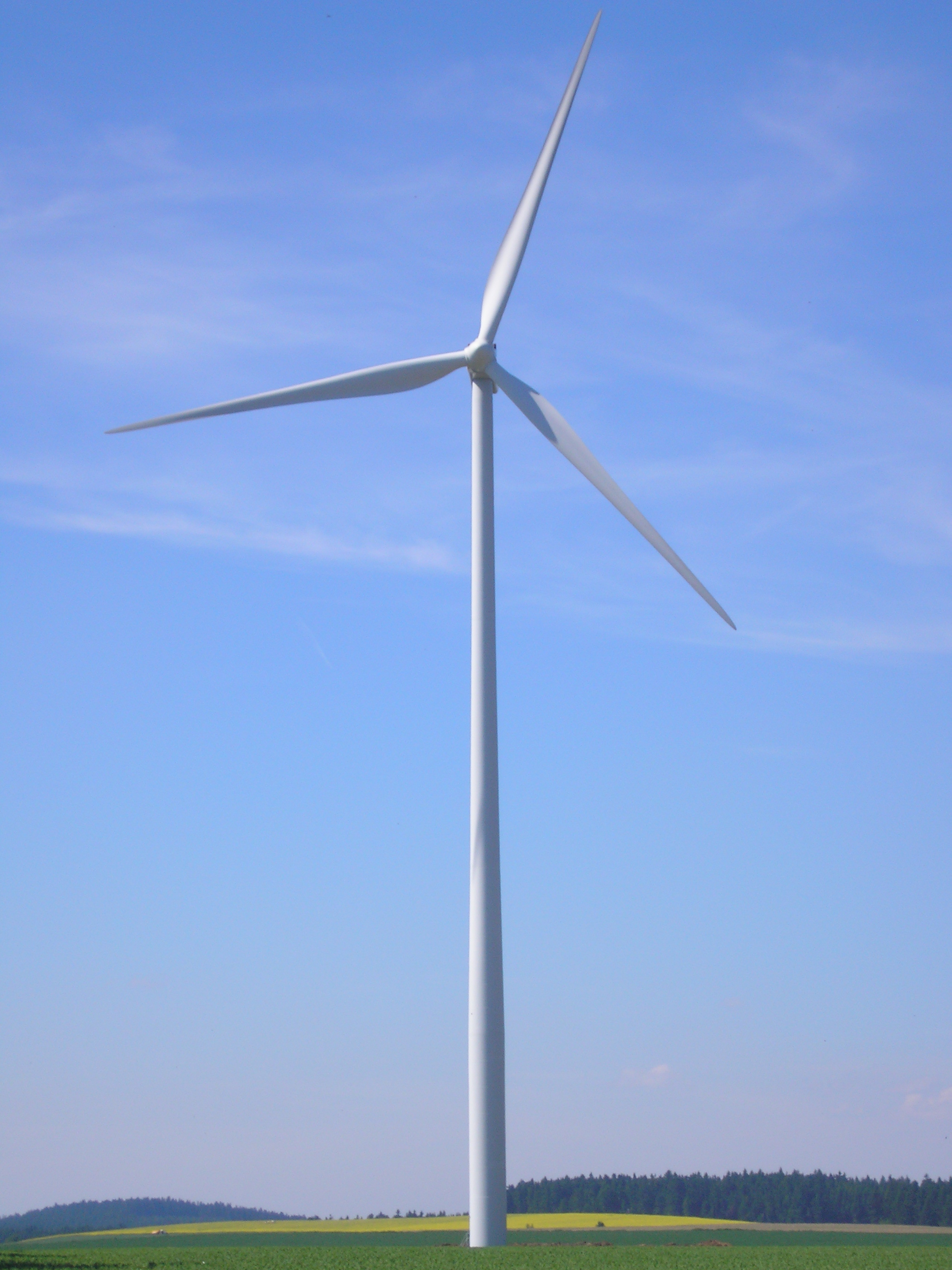
Větrníky západně od obce

V obci sídlí firmy MRAZÍRNY ZLÍN, a.s., SEBA transport, s.r.o., DUVO Trans, s.r.o., Hosova obchodní společnost, spol. s r.o., SELMA a.s. a obchod firmy LAPEK, a.s.
Obcí prochází silnice II. třídy č. 403 ze Stonařova do Telče a komunikace III. třídy č. 4036 do Dlouhé Brtnice a č. 4066 do Stajiště. Dopravní obslužnost zajišťují dopravci ICOM transport a Radek Čech - Autobusová doprava. Autobusy jezdí ve směrech Jihlava, Dačice, Bítov, Stará Říše, Zadní Vydří, Třešť, Opatov a Telč. Obcí prochází cyklistické trasy č. 5092 z Panenské Rozsíčky do Nepomuk a č. 5216 do Dlouhé Brtnice.

## Školství, kultura a sport
Základní škola a mateřská škola Pavlov je příspěvková organizace zřizovaná obcí Pavlov. V roce 2012/2013 do mateřské školy chodilo 28 dětí, do školky dojíždí také děti z Panenské Rosičky, Dlouhé Brtnice a Stonařova. Škola má jednu třídu pro 1.–4. ročník. V roce 2012/2013 školu navštěvovalo 14 žáků. Děti ve vzdělávání pokračují na základních školách ve Stonařova a Třešti. Sbor dobrovolných hasičů Pavlov vznikl roku 1889. Z dalších spolků zde působí Archivní a kronikářský spolek, Český svaz včelařů a myslivecké sdružení.
Sportovní klub Pavlov byl založen v roce 2000, v sezoně 2014/2015 hraje fotbalovou IV. třídu mužů, skupina B v okrese Jihlava. Tým má také mužstva veteránů, dorostu, mladších žáků, starší a mladší přípravky.

## Osobnosti
- Franz Jonas (1899–1974), rakouský spolkový prezident (1965–1974), jeho matka Kateřina Rokosová pocházela z Pavlova, jeho otec Josef Jonáš z Kamenice u Jihlavy[26]

## Pamětihodnosti
- Kostel sv. Víta
- Boží muka u silnice k Stajišti
- Boží muka směr Nevcehle
- Fara (čp. 19)

## Galerie

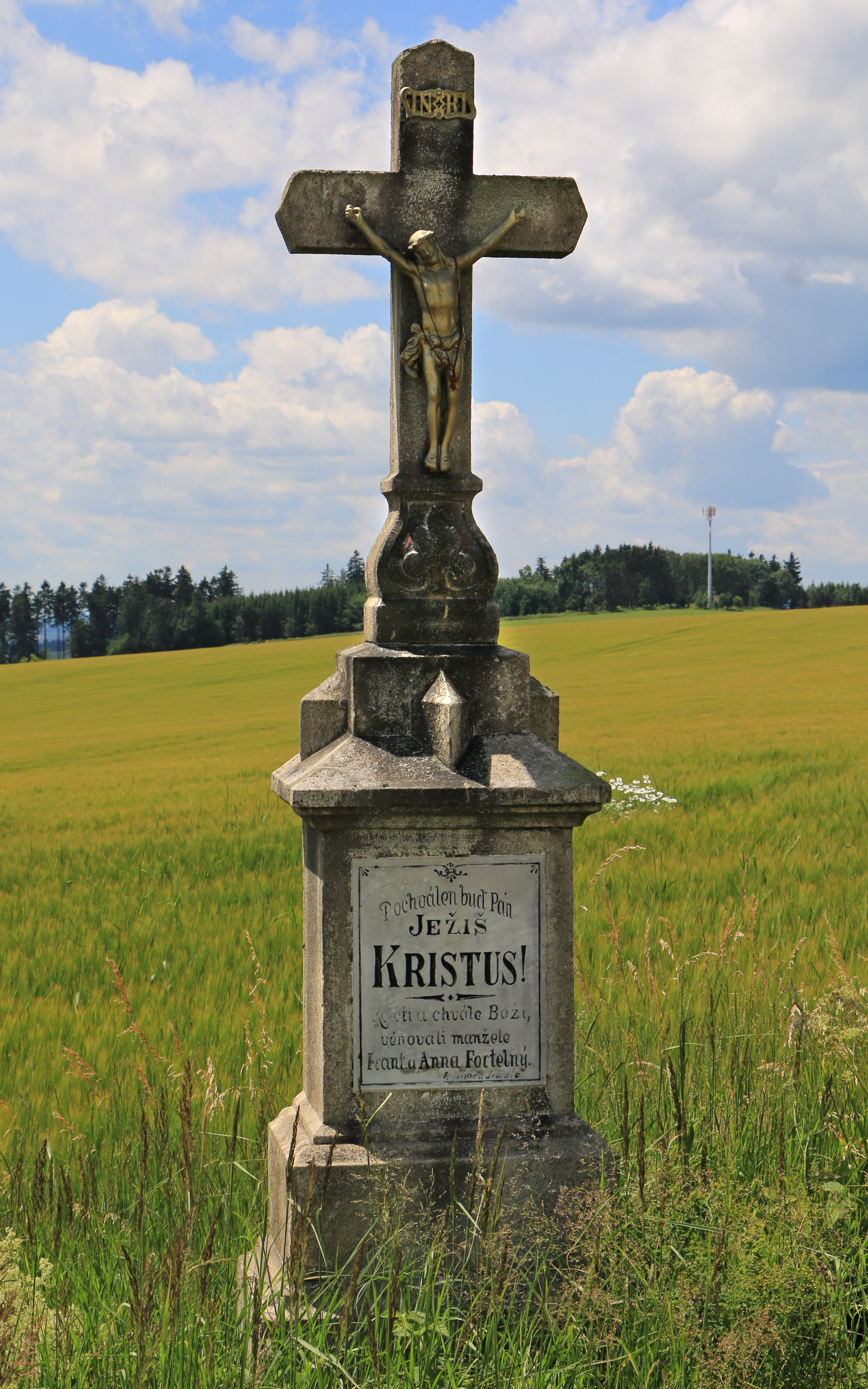
Boží muka u silnice k Stajišti
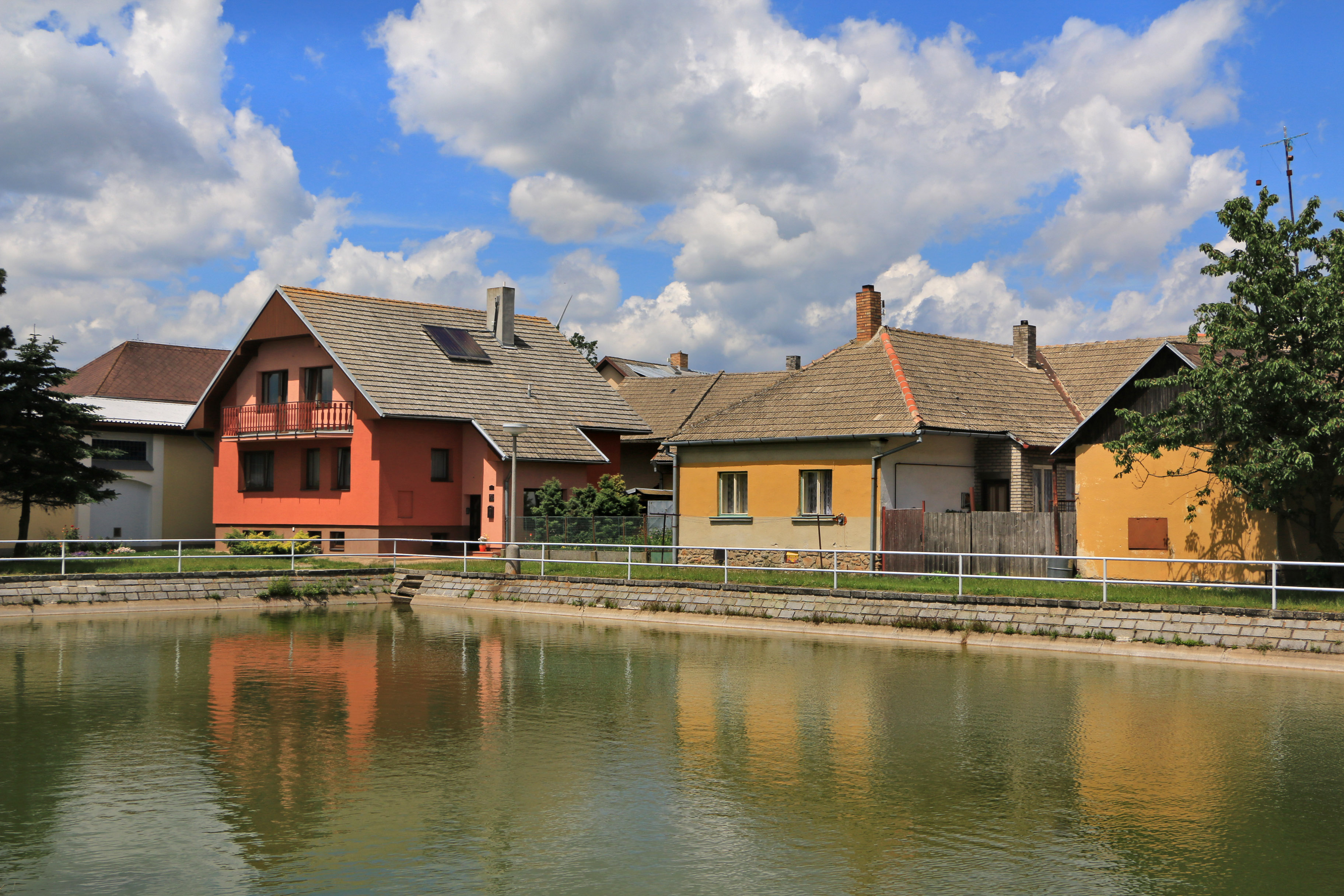
Domky u rybníka
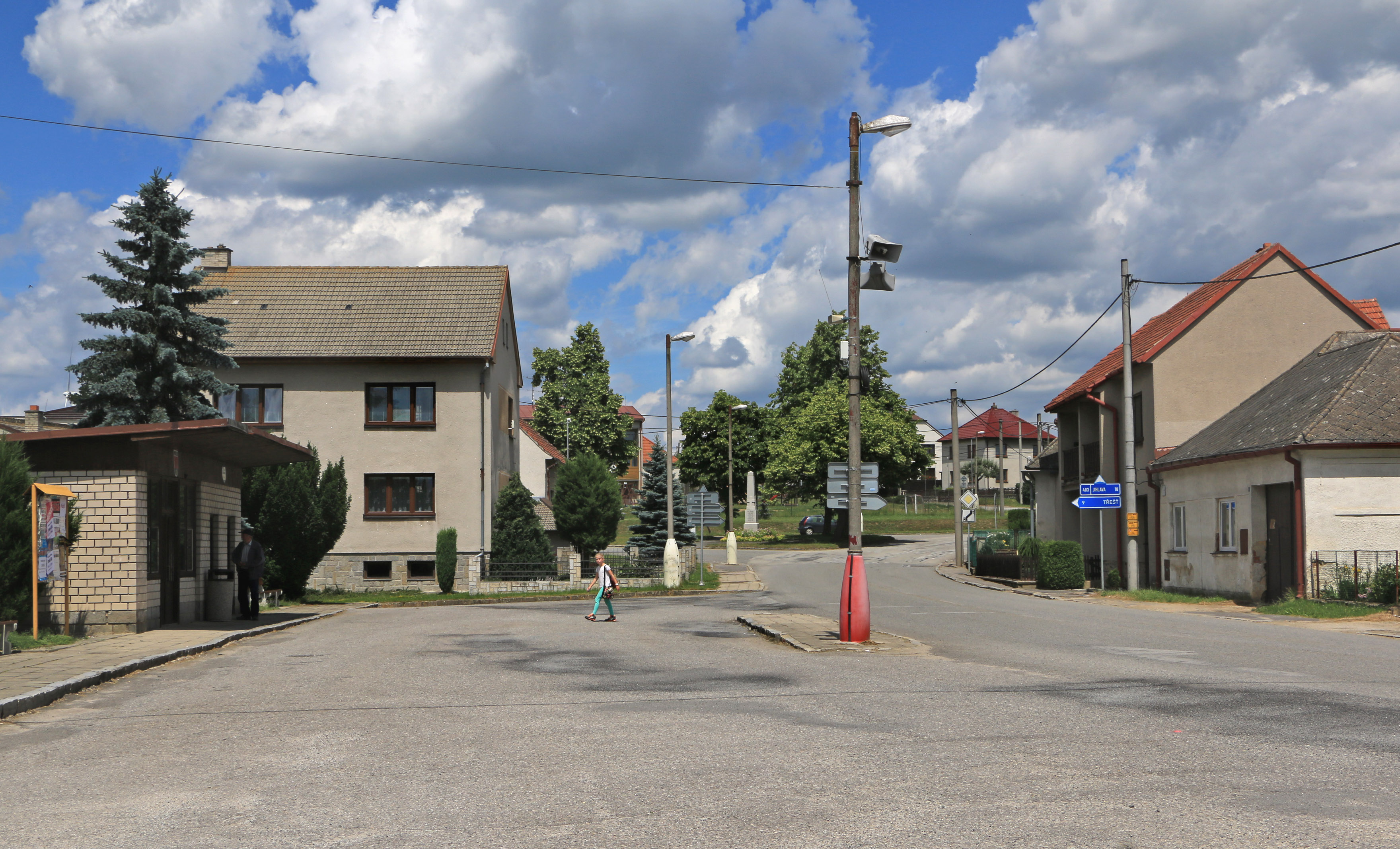
Zastávka u hlavní silnice
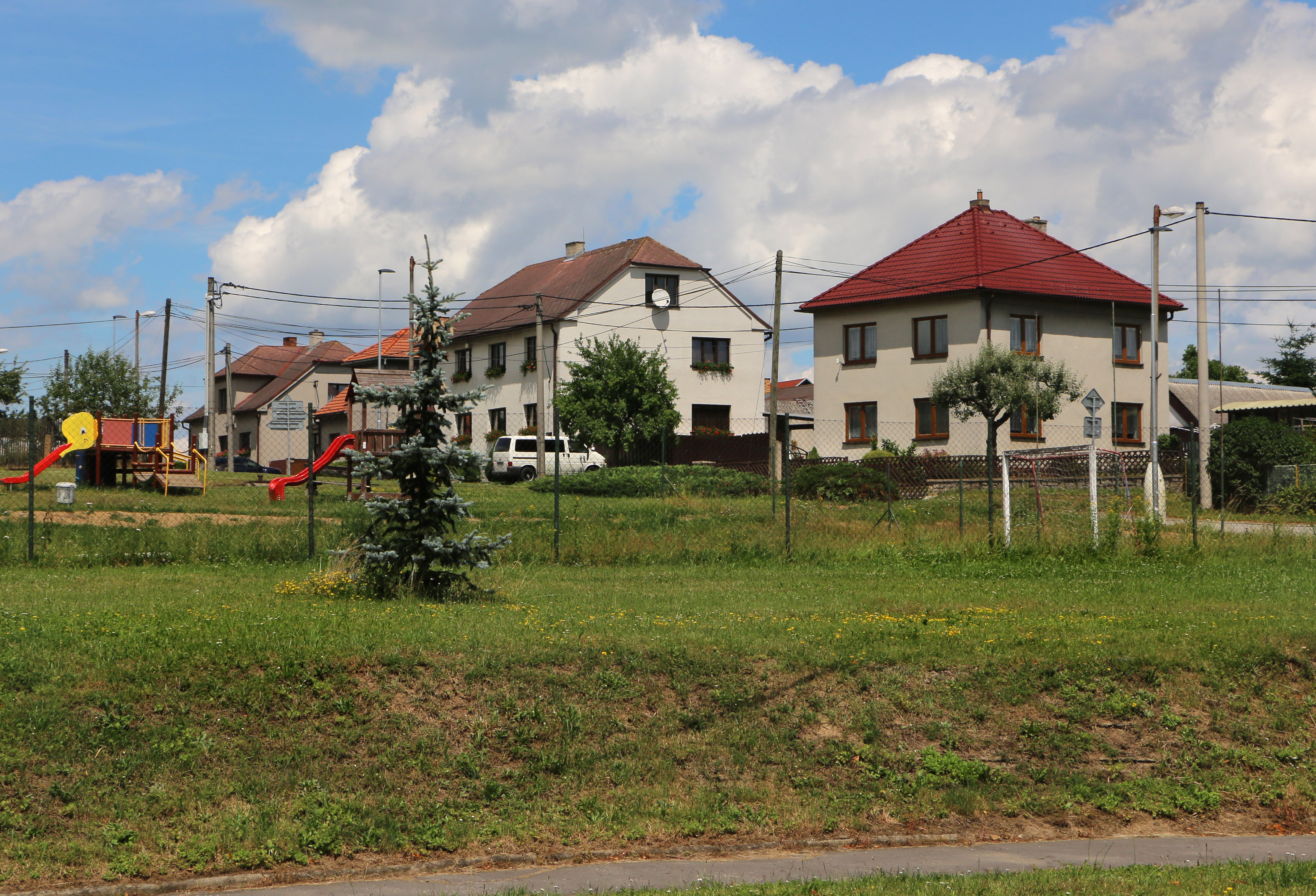
Severní část vesnice